# Spartighiaccio

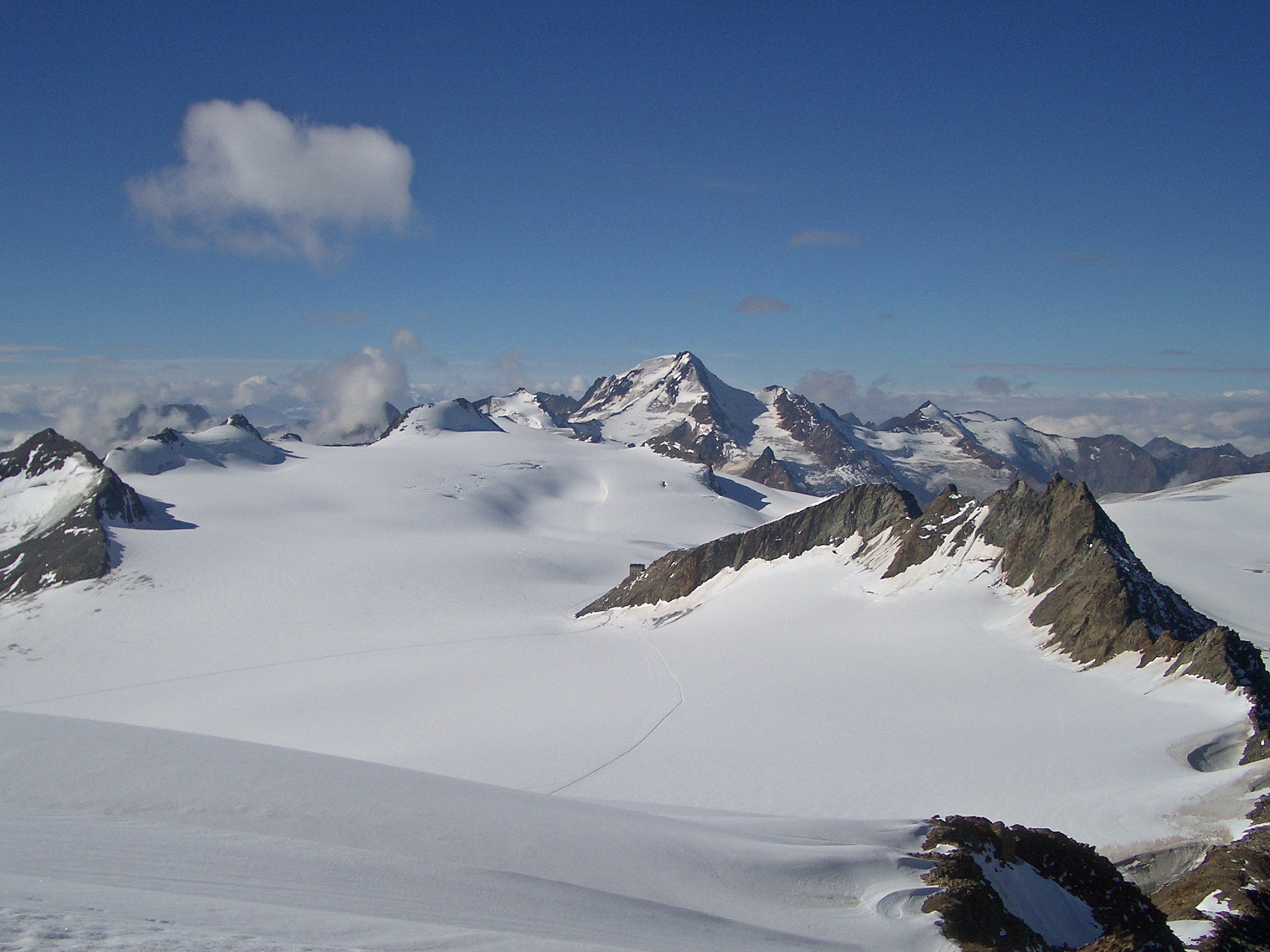
Separazione tra i ghiacciai del Tirolo Kesselwandferner (sinistra) e Gepatschferner

In analogia con lo spartiacque, uno spartighiaccio o linea spartighiaccio (in lingua inglese ice divide) viene definito come un confine o linea di demarcazione su di un ghiacciaio continentale, cappa di ghiaccio o ghiacciaio vallivo che separa direzioni di flusso opposti di ghiaccio. Tali spartighiaccio sono importanti per le ricerche in geocronologia che utilizza carote di ghiaccio, in genere prelevate sulla cima di una cupola del ghiacciaio onde evitare interferenze causate dal movimento orizzontale del ghiaccio.